# Tud
Tud est un groupe de musique à danser de Bretagne que l'on retrouve dans les festoù-noz du sud-Finistère. Le groupe a un répertoire de danses assez vaste et propose des suites qui se raréfiaient dans les festoù-noz comme la suite de l'Aven ou la suite Bigoudène.

## Historique
Le groupe est né en 1990 de l'association de trois musiciens : Thierry Beuze à l'accordéon diatonique, Franck Le Rest à la guitare et Éric Ollu au hautbois. Il s'est enrichi par la suite d'une flûtiste d'origine américaine, Carolyn Langelier et d'un contrebassiste, Olivier Boedec.
Le groupe a subi en 2005 quelques modifications et évolue désormais en quartet, sans la contrebasse. 

## Discographie
- 1994 : Deus Kerne (Escalibur)
- 1997 : La Plume de paon (Autoproduction)
- 2001 : Setu ! (Keltia Musique)